# Fennové
Fennové, latinsky Fenni, byli starověkým kmenem obývajícím severní či východní Evropu, který se objevuje ve zprávách antických autorů. Jméno má nejspíše germánský původ, lze ho spojit se severským finnr „Sám“ a mohlo se tak jednat o Sámy, případně o jiný ugrofinský národ jako jsou Finové, či obecně o různé nerozlišené ugrofinské národy, které antickým učencům či jejich informátorům splývaly.
Poprvé jsou Fennové zmiňováni římským historikem Tacitem v jeho Germanii, zhruba v roce 98, společně s národy u kterých se není jistý, zda je počítat ke Germánům a Sarmatům, s Peuciny a Venedy. Píše o nich:
Fenny vyznačuje divokost vzbuzující podiv a odporná chudoba; nemají zbraně, nemají koně, nemají pevný dům; k jídlu byliny, za oděv kůže, lůžko – holá zem. Jedinou jejich nadějí jsou šípy, k nimž z nedostatku železa přidělávají hroty z kostí. Lov živí stejně muže i ženy, neboť ty stále lovce provázejí a žádají podíl na kořisti. Pro děti není žádný jiný úkryt před šelmami a deštěm než chatrče ze spletených větví. Tam se vracejí muži, tam se zdržují starci. (…) Bez starosti o lidi, bez starosti o bohy dosáhli toho, čeho dosáhnout je nejtěžší: necítí potřebu ani přát si něco.

Tacitus přímo neuvádí přesně kde Fennové sídlili, ale zmiňuje je po popisu Suebie, čímž nejspíše myslel jižní Švédsko a Pobaltí. Taktéž uvádí že Venedové sídlí v zalesněných horách mezi Peuciny a Fenny. Po těchto třech národech ještě zmiňuje záhadné Hellusii a Oxiones, sídlící mimo jemu známý svět.
Pod řeckým jménem Φίννοι (Phinnoi) jsou zmiňováni Ptolemaiem v jeho Geografii, zhruba z roku 150, u Prokopia z Kaisareie v 6. století a Paula Diakona v 8. století jsou uváděni skritiphinoi  a scerefennae. Tato označení snad vychází ze severského skíð „lyže“ a může odkazovat na to jak Seveřané úzce spojovali Sámy s uměním lyžování a běžkování.